# 쇠렌 키르케고르의 신학
쇠렌 키르케고르의 신학(Theology of Soren Kierkegaard)은 20세기 신학 발전에 가장 많이 영향을끼친 신학 중 하나로 쇠렌 키르케고르는 '실존주의의 아버지'로 불린다.  그의 생애 후반인 1848년 - 1855년에는 대부분의 그의 작품이 철학에서 신학으로 중심이동을 하였다. 
키르케고르의 신학은 한 개인이 그의 주관적 진리를 기초로 하여 하나님을 어떻게 연관짓는지에 촛점을 둔다.  그의 대부분의 글 중에는 기독교를 정치 사회적 부분에서 직접적으로 공격하는 것이었고, 특히, 덴마크 국가교회를 주요 대상으로 삼았다.  
그가 본 기독교 국가는 개인들을 종교 안에서 게으르게 하는 원인이었다.  
대부분의 시민들은 공식적으로 기독교인이였지만, 기독교인이 과연 무엇인가에 대한 개념 자체가 없는 것에 기인하여, 그는 기독교도들이 무조건적인 종교적 서원의 필요성을 일깨우려고 하였다.  또한, 종교 내에서의 파벌과 분파에 대하여 반대하였다.   